# 뽀뽀나무
뽀뽀나무 또는 포포나무(학명: Asimina triloba, American papaw, pawpaw, paw paw, paw-paw)는 미국 동부와 캐나다에 자생하는 크기가 작은 낙엽성 나무이며 연노란색~갈색의 과실을 낸다. 뽀뽀나무과 뽀뽀나무속에 속한다.
뽀뽀나무의 과실은 달콤하며 바나나, 망고, 파인애플과 어느 정도 비슷한 커스터드 맛이 나며 보통은 날로 먹지만 아이스크림과 구운 디저트를 만들기 위해서도 사용된다. 껍질, 잎, 나무는 신경퇴행을 일으킬 수 있는 신경독 아노나신을 함유하고 있는 것으로 문서화되어 있다.

## 특징
포포나무는 높이가 11m까지 자라는 대형 관목 또는 소형 교목이다. 드물게는 14m까지 자라기도 하며, 줄기의 지름은 20~30cm 이상이다. 포포나무의 큰 잎은 가지 끝에 대칭적으로 모여있어서 니무 잎이 독특하게 겹친 모습을 보인다. 
이 품종의 잎은 단순하고 어긋나며 나선형으로 배열되어 있다. 전체가 낙엽성이며 도란형-피침형이다. 길이는 25~30cm이고 너비는 10~13cm이다. 밑부분은 쐐기 모양이고 끝은 뾰족하다. 가장자리 전체가 둥글고 중륵과 주요 줄기가 뚜렷하다. 잎자루는 짧고 굵으며, 뚜렷한 축방향 홈이 있다. 잎은 겹겹이 자라며 녹색이다. 밑부분은 녹슨 솜털로 뎦여있으며 윗부분은 털이 있다. 다 자라면 윗부분은 매끄럽고 짙은 녹색이며, 아랫부분은 더 옅다. 멍이 들면 잎에서 녹색 피망과 비슷한 불쾌한 냄새가 난다. 가을에는 나뭇잎이 녹슨 노란색으로 변해 멀리서도 포포나무 숲을 찾아볼수 있다. 
포포나무 꽃은 완벽하고 자웅이숙이며 직경이 약 3~5CM이다. 성숙하면 짙은 분홍색 또는 적갈색이 되며 꽃받침이 3개, 꽃잎이 6개이다. 굵고 털이 많은 겨드랑이 꽃자루에 하나씩 핀다. 꽃은 새 잎이 나오기 직전이나 동시에 이른봄에 피며, 수분매개자를 끌어들이기 위해 희미한 악취나 효모 냄새가 난다. 
포포나무 열매는 크고 황록색에서 갈색을 띤다. 길이는 5~15cm, 너비는 3~8cm, 무게는 20~510g이다. 눈에 띄는 과일은 꽃이 핀후에 열리기 시작한다. 처음에는 녹색이지만 9월이나 10월이 되면 녹색, 황록색 또는 갈색으로 익는다. 열매가 익으면 무거운 열매가 약한 가지를 아래로 구부린다. 